# Helge Nielsen
Helge Nielsen, född 1893, död 1980, var en dansk konstnär och konstprofessor. Under 1950-talet var han verksam som lärare vid Essem-skolan i Malmö.